# Rrahman Hallaçi
Rrahman Hallaçi (ur. 12 listopada 1983 w Kukësie) – albański piłkarz i trener piłkarski, w latach 2002–2004 członek albańskiej reprezentacji U-21, były kapitan klubu FK Kukësi.